# Giovanni Alfonso Borelli

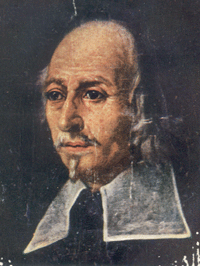
Giovanni Alfonso Borelli.

Giovanni Alfonso Borelli, född 28 januari 1608 i Neapel, död 31 december 1679 i Rom, var en italiensk naturforskare.

## Biografi
Borelli studerade matematik i Pisa och var sedermera professor i ämnet vid universitetet i Messina. Borelli bosatte sig 1674 i Rom som läkare hos drottning Kristina och skrev där ett berömt arbete om djurens rörelser, genom vilket han blev en av fysiologins grundläggare. Borelli var den förste, som sökte förklara djurens rörelser med mekanikens lagar. Han var även en framstående forskare inom andra områden, uppfann heliostaten, påvisade kometerna paraboliska bana med mera.
Giovanni Alfonso Borelli är begravd i kyrkan San Pantaleo i Rom.